# Coventry (Rhode Island)
Coventry é uma vila localizada no estado americano de Rhode Island, no condado de Kent. Foi fundada em 1639 e incorporada em 1743.

## Geografia
De acordo com o United States Census Bureau, a vila tem uma área de 161,6 km², onde 152,9 km² estão cobertos por terra e 8,7 km² por água.

## Demografia
Segundo o censo nacional de 2010, a sua população é de 35 014 habitantes e sua densidade populacional é de 228,94 hab/km². Possui 14 310 residências, que resulta em uma densidade de 93,57 residências/km².